# 犹太会堂纪念碑

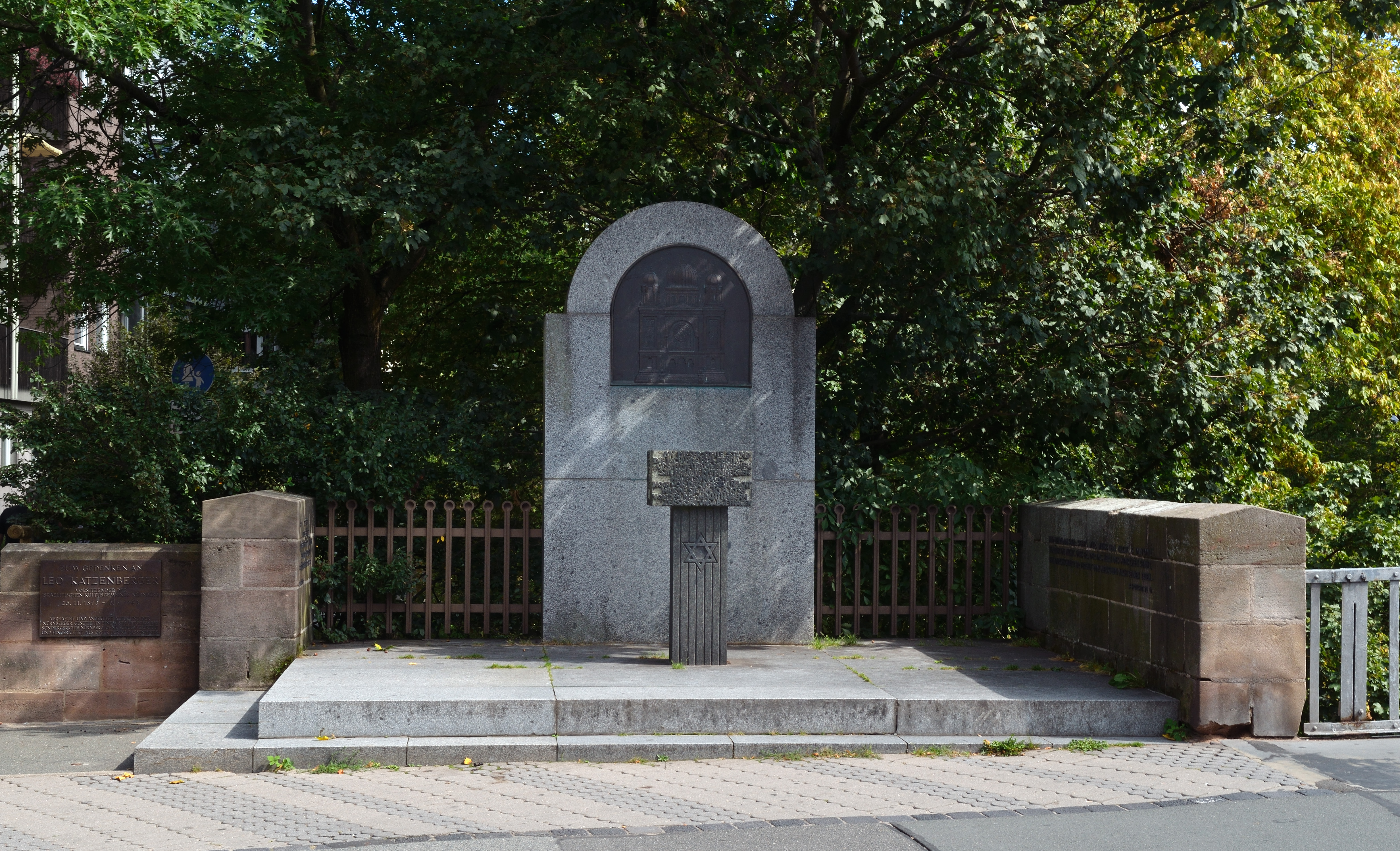

犹太会堂纪念碑（Synagogendenkmal）位于纽伦堡市中心的医院桥（Spitalbrücke），纪念昔日的汉斯-萨克斯广场犹太会堂（Synagoge am Hans-Sachs-Platz）。这座犹太教改革派会堂于1874年9月8日开放，由建筑师阿道夫·沃尔夫设计，是该市主要的犹太会堂。1938年8月10日,还在11月的水晶之夜之前, 在尤利乌斯·施特莱彻的指示下，它和市政厅一起被拆除，因为它“扰乱了美丽的德国城市景观。”。
犹太会堂纪念碑的左边是一块纪念利奥·卡赞伯格被谋杀的牌。

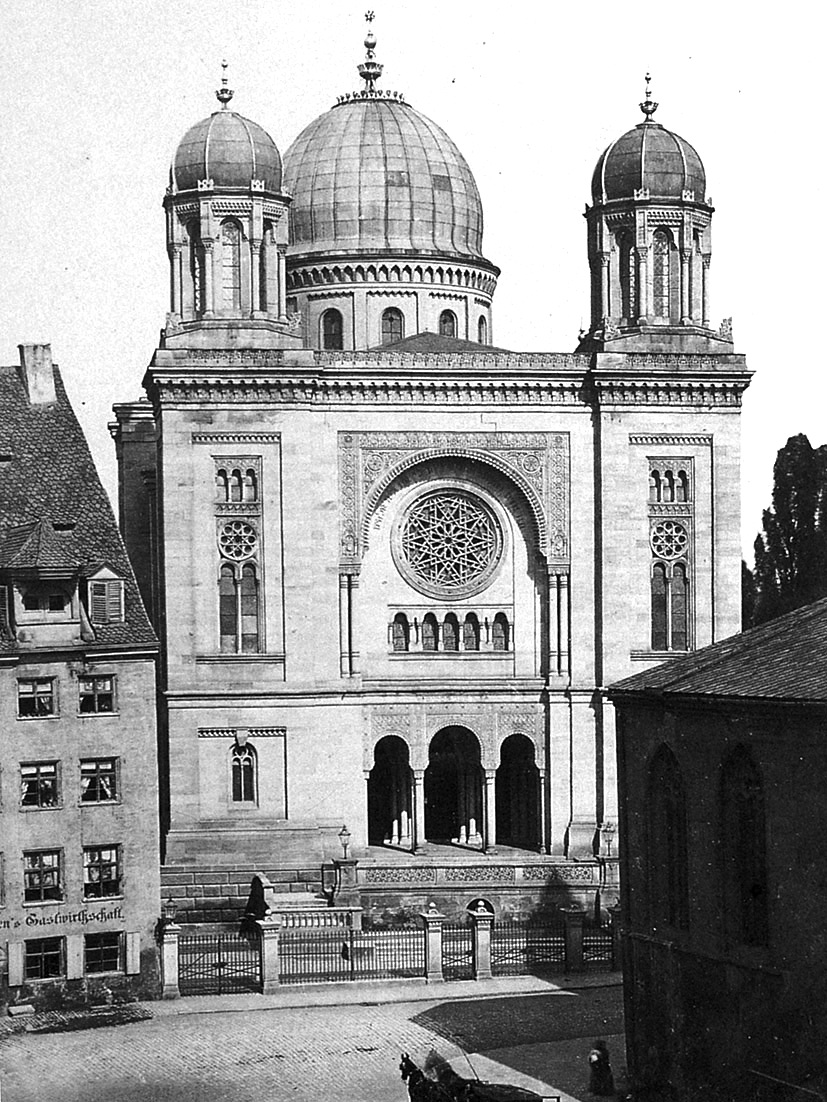
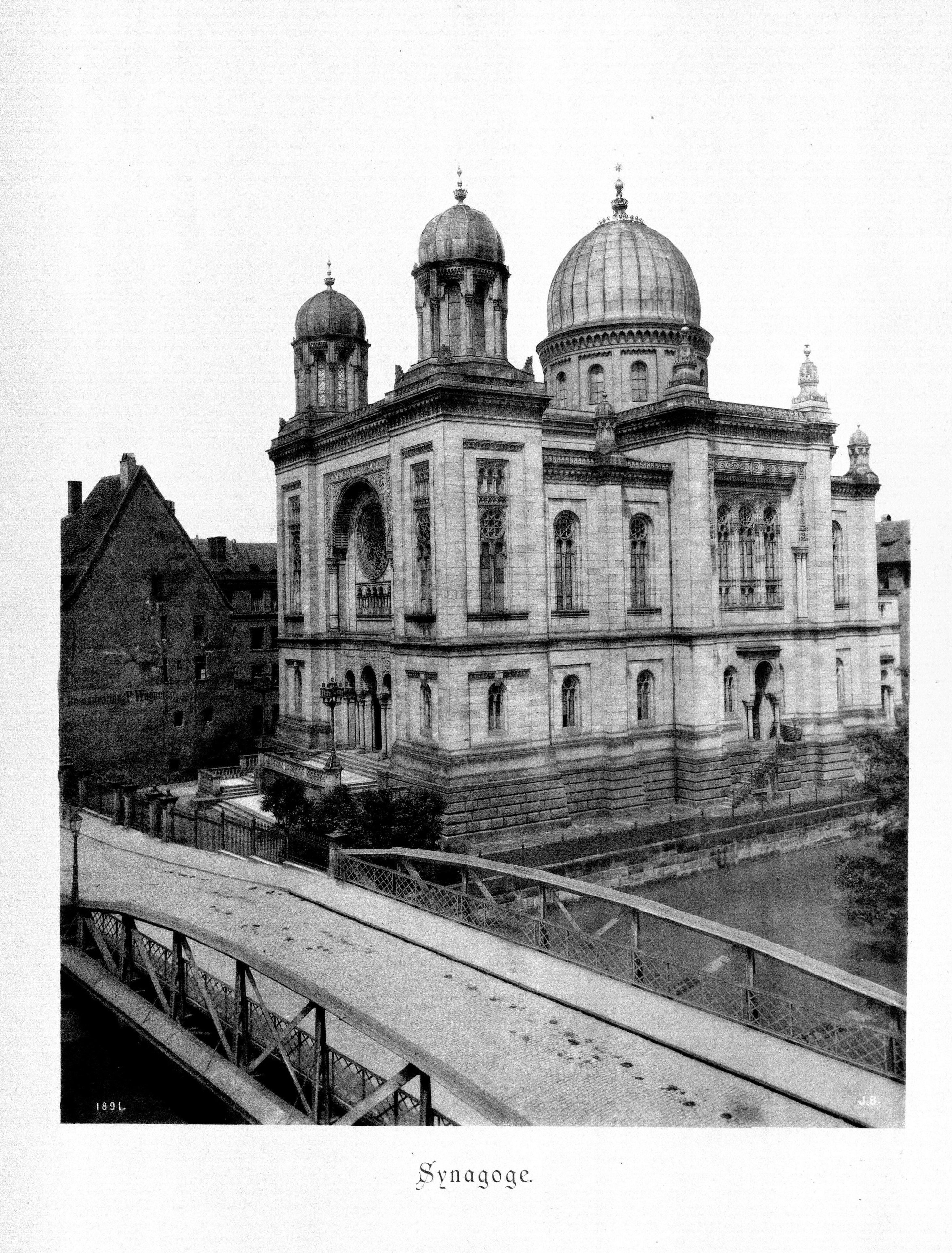
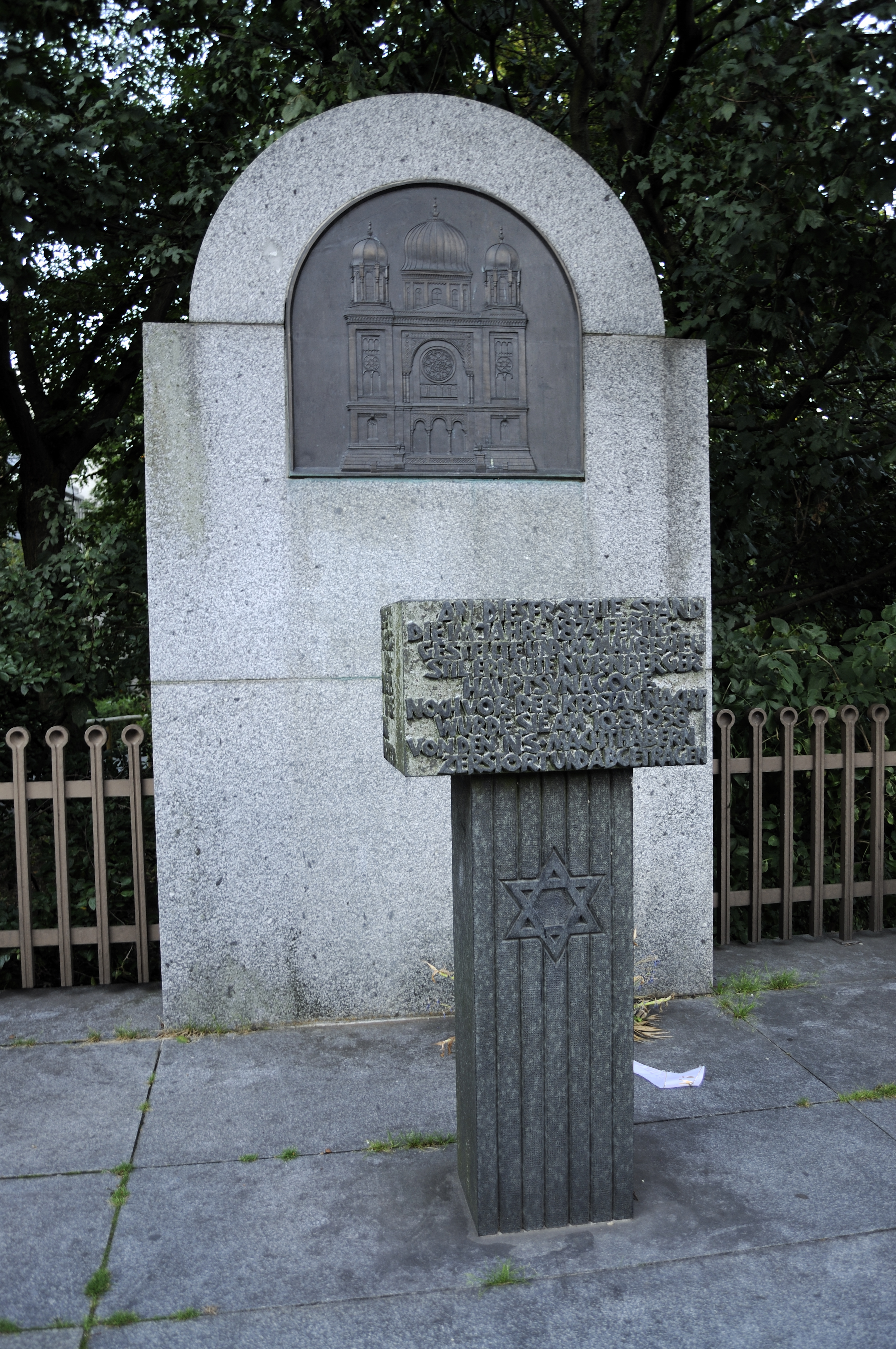